# Юнацька збірна Шотландії з футболу (U-18)
Юнацька збірна Шотландії з футболу (U-18) — національна футбольна збірна Шотландії, що складається із гравців віком до 18 років. Керівництво командою здійснює Шотландська футбольна асоціація. Збірна може брати участь у товариських і регіональних змаганнях.
Формує найближчий кадровий резерв для основної юнацької збірної, команди до 19 років, яка може кваліфікуватися на Юнацький чемпіонат Європи з футболу (U-19). До зміни формату юнацьких чемпіонатів Європи у 2001 році саме команда 18-річних функціонувала як основна юнацька збірна і була учасником континентальної юнацької першості з футболу.

## Юнацький чемпіонат Європи з футболу (U-18)
| Рік    | Раунд                  | І                      | В                      | Н                      | П                      | Г+                     | Г-                     |                        |
| ------ | ---------------------- | ---------------------- | ---------------------- | ---------------------- | ---------------------- | ---------------------- | ---------------------- | ---------------------- |
| 1948   | відмовилися від участі | відмовилися від участі | відмовилися від участі | відмовилися від участі | відмовилися від участі | відмовилися від участі | відмовилися від участі | відмовилися від участі |
| 1949   | 6-е place              | 2                      | 0                      | 0                      | 2                      | 2                      | 4                      |                        |
| 1950   | відмовилися від участі | відмовилися від участі | відмовилися від участі | відмовилися від участі | відмовилися від участі | відмовилися від участі | відмовилися від участі | відмовилися від участі |
| 1951   | відмовилися від участі | відмовилися від участі | відмовилися від участі | відмовилися від участі | відмовилися від участі | відмовилися від участі | відмовилися від участі | відмовилися від участі |
| 1952   | відмовилися від участі | відмовилися від участі | відмовилися від участі | відмовилися від участі | відмовилися від участі | відмовилися від участі | відмовилися від участі | відмовилися від участі |
| 1953   | відмовилися від участі | відмовилися від участі | відмовилися від участі | відмовилися від участі | відмовилися від участі | відмовилися від участі | відмовилися від участі | відмовилися від участі |
| 1954   | відмовилися від участі | відмовилися від участі | відмовилися від участі | відмовилися від участі | відмовилися від участі | відмовилися від участі | відмовилися від участі | відмовилися від участі |
| 1955   | відмовилися від участі | відмовилися від участі | відмовилися від участі | відмовилися від участі | відмовилися від участі | відмовилися від участі | відмовилися від участі | відмовилися від участі |
| 1956   | відмовилися від участі | відмовилися від участі | відмовилися від участі | відмовилися від участі | відмовилися від участі | відмовилися від участі | відмовилися від участі | відмовилися від участі |
| 1957   | відмовилися від участі | відмовилися від участі | відмовилися від участі | відмовилися від участі | відмовилися від участі | відмовилися від участі | відмовилися від участі | відмовилися від участі |
| 1958   | відмовилися від участі | відмовилися від участі | відмовилися від участі | відмовилися від участі | відмовилися від участі | відмовилися від участі | відмовилися від участі | відмовилися від участі |
| 1959   | відмовилися від участі | відмовилися від участі | відмовилися від участі | відмовилися від участі | відмовилися від участі | відмовилися від участі | відмовилися від участі | відмовилися від участі |
| 1960   | відмовилися від участі | відмовилися від участі | відмовилися від участі | відмовилися від участі | відмовилися від участі | відмовилися від участі | відмовилися від участі | відмовилися від участі |
| 1961   | відмовилися від участі | відмовилися від участі | відмовилися від участі | відмовилися від участі | відмовилися від участі | відмовилися від участі | відмовилися від участі | відмовилися від участі |
| 1962   | відмовилися від участі | відмовилися від участі | відмовилися від участі | відмовилися від участі | відмовилися від участі | відмовилися від участі | відмовилися від участі | відмовилися від участі |
| 1963   | третє місце            | 5                      | 3                      | 0                      | 2                      | 12                     | 6                      |                        |
| 1964   | четверте місце         | 5                      | 3                      | 0                      | 2                      | 10                     | 7                      |                        |
| 1965   | груповий етап          | 2                      | 1                      | 1                      | 0                      | 2                      | 1                      |                        |
| 1966   | груповий етап          | 3                      | 1                      | 2                      | 0                      | 4                      | 3                      |                        |
| 1967   | відбірковий раунд      | –                      | –                      | –                      | –                      | –                      | –                      |                        |
| 1968   | груповий етап          | 3                      | 2                      | 0                      | 1                      | 6                      | 2                      |                        |
| 1969   | четверте місце         | 5                      | 2                      | 1                      | 2                      | 5                      | 5                      |                        |
| 1970   | третє місце            | 5                      | 3                      | 1                      | 1                      | 11                     | 4                      |                        |
| 1971   | відбірковий раунд      | –                      | –                      | –                      | –                      | –                      | –                      |                        |
| 1972   | груповий етап          | 3                      | 2                      | 0                      | 1                      | 6                      | 4                      |                        |
| 1973   | груповий етап          | 3                      | 1                      | 0                      | 2                      | 3                      | 4                      |                        |
| 1974   | третє місце            | 5                      | 3                      | 1                      | 1                      | 11                     | 4                      |                        |
| 1975   | відбірковий раунд      | –                      | –                      | –                      | –                      | –                      | –                      |                        |
| 1976   | знялася                | знялася                | знялася                | знялася                | знялася                | знялася                | знялася                | знялася                |
| 1977   | знялася                | знялася                | знялася                | знялася                | знялася                | знялася                | знялася                | знялася                |
| 1978   | четверте місце         | 5                      | 2                      | 2                      | 1                      | 5                      | 5                      |                        |
| 1979   | груповий етап          | 3                      | 2                      | 0                      | 1                      | 5                      | 5                      |                        |
| 1980   | відбірковий раунд      | –                      | –                      | –                      | –                      | –                      | –                      |                        |
| 1981   | груповий етап          | 3                      | 2                      | 1                      | 0                      | 3                      | 1                      |                        |
| 1982   | чемпіони               | 5                      | 4                      | 1                      | 0                      | 11                     | 2                      |                        |
| 1983   | груповий етап          | 3                      | 1                      | 1                      | 1                      | 4                      | 4                      |                        |
| 1984   | груповий етап          | 3                      | 1                      | 1                      | 1                      | 4                      | 5                      |                        |
| 1986   | четверте місце         | 3                      | 1                      | 0                      | 2                      | 1                      | 2                      |                        |
| 1988   | відбірковий раунд      | –                      | –                      | –                      | –                      | –                      | –                      |                        |
| 1990   | відбірковий раунд      | –                      | –                      | –                      | –                      | –                      | –                      |                        |
| 1992   | відбірковий раунд      | –                      | –                      | –                      | –                      | –                      | –                      |                        |
| 1993   | відбірковий раунд      | –                      | –                      | –                      | –                      | –                      | –                      |                        |
| 1994   | відбірковий раунд      | –                      | –                      | –                      | –                      | –                      | –                      |                        |
| 1995   | відбірковий раунд      | –                      | –                      | –                      | –                      | –                      | –                      |                        |
| 1996   | відбірковий раунд      | –                      | –                      | –                      | –                      | –                      | –                      |                        |
| 1997   | відбірковий раунд      | –                      | –                      | –                      | –                      | –                      | –                      |                        |
| 1998   | відбірковий раунд      | –                      | –                      | –                      | –                      | –                      | –                      |                        |
| 1999   | відбірковий раунд      | –                      | –                      | –                      | –                      | –                      | –                      |                        |
| 2000   | відбірковий раунд      | –                      | –                      | –                      | –                      | –                      | –                      |                        |
| 2001   | відбірковий раунд      | –                      | –                      | –                      | –                      | –                      | –                      |                        |
| Усього | 18/50                  | 66                     | 34                     | 12                     | 20                     | 104                    | 68                     |                        |